# Walter Rogowski
Walter Rogowski (Wesel-Obrighoven, 7 mei 1881 – Aken, 10 maart 1947) was een Duits natuurkundige die het gat overbrugde tussen de theoretische fysica en de toegepaste mechanica in talrijke gebieden van de elektrotechniek en de elektronica. De Rogowski-spoel is naar hem vernoemd.

## Biografie
Rogowski begon in 1900 aan zijn studie natuurkunde aan de Rheinisch-Westfälische Technische Hochschule onder Arnold Sommerfeld die de leerstoel Toegepaste Mechanica bezette. In 1902 behaalde hij er zijn vordiplom en ging vervolgens studeren aan de Technische Hogeschool van Danzig (huidig Gdańsk), waar hij ook wetenschappelijk assistent was. Hij voltooide zijn opleiding te Danzig in 1904, maar bleef tot 1908 aan waarna hij wetenschappelijk assistent werd aan de Physikalisch-Technische Reichsanstalt in Berlijn. Hier specialiseerde hij zich in de hoogspanningstechnologie, telecommunicatie en elektronische fysica.

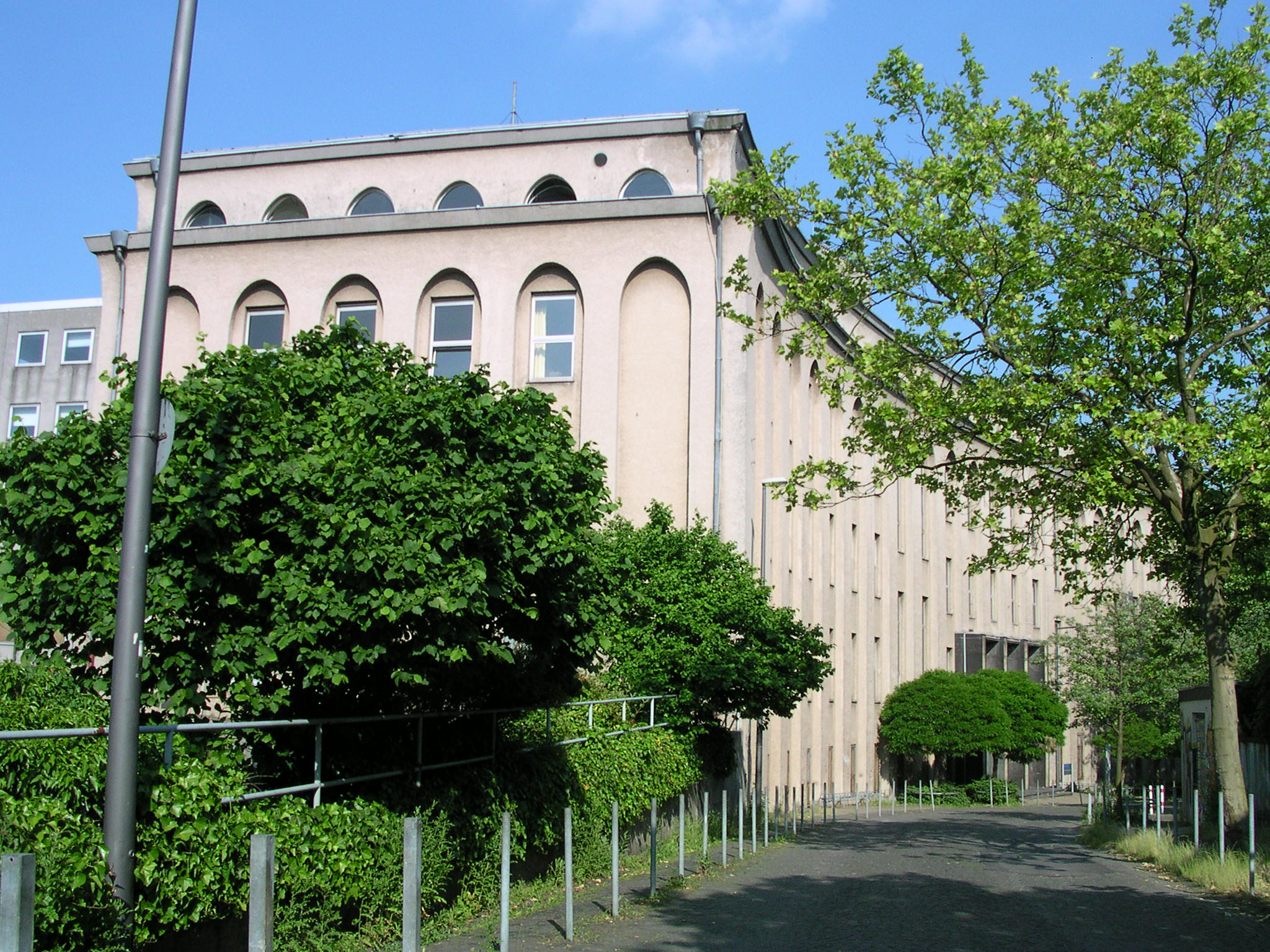
Rogowski-instituut van de RWTH Aken

Na de Eerste Wereldoorlog keerde Rogowski in 1920 terug naar Aken. Hier werd hij gewoon hoogleraar theoretische elektrotechniek en directeur van het Instituut voor Elektrotechnologie. Rond die tijd was het bedrijf vooral actief in de mijnbouwindustrie. Rogowski begin, samen met hoofdassistent Eugen Flegler, een plan te maken om een eigen faculteit te beginnen. Dit plan kwam in 1925 tot uitvoer, met de inauguratie van een nieuw instituut op 27 oktober 1929. Hoewel het originele plan was om de gehele elektrotechnische engineeringsafdeling in dit gebouw onder te brengen werd tijdens de bouw besloten dat alleen het Rogowski-instituut er onderdak zou vinden.
Een belangrijke doelstelling van dit nieuwe instituut was het overbruggen van het gat tussen de natuurkunde en de elektrotechniek. Werkzaamheden die het instituut uitvoerde waren algemene elektrotechnologie, theoretische elektrotechnologie, telecommunicatie, hoogfrequentie technologie, elektrische ontladingen in gassen en hoogspanningstechnologie.
In 1927 promoveerde de Noor Rolf Widerøe onder Rogowski. Widerøe werkte vooral aan de ontwikkeling van de toen nieuwe techniek van elektrische deeltjesversnellers en bouwde in 1928 aan de RWTH Aken de eerste lineaire deeltjesversneller. Zijn in 1927 gepubliceerd artikel in Archiv für Elektrotechnik werd door Ernest Lawrence in 1929 gelezen. Dit gaf hem het idee van de resonantie deeltjesversneller van protonen en wat uiteindelijk de cyclotron wou opleveren.